# 5th New York Volunteer Infantry
Le 5th New York Volunteer Infantry était un régiment de volontaires qui ont combattu durant la guerre civile américaine dans les rangs de l'armée de l'Union commandé par le colonel Abram Duryée. Il était aussi surnommé « les Zouaves de Duryée » à cause de l'uniforme qu'ils portaient. Ils étaient les plus proches, au niveau de la ressemblance, des zouaves français que tout autre régiment de zouaves fédéraux ou confédérés de toute la guerre

## Recrutement, formation et uniformes
Le 12 avril 1861, un groupe de citoyens se réunit à Manhattan pour fonder un régiment de volontaires, donnant ainsi naissance au 5th New York Volunteer sous les ordres du colonel Duryée.
La tenue de zouave « à la française », décrite par un journaliste comme un costume de sauvage sarrasin attira dans ses rangs des centaines de conscrits volontaires, 500 allaient tomber dans les deux années qui ont suivi la création de cette unité.
L'unité a disparu en 1863 dans les combats.

## Batailles
Le 5th New York Volunteer Infantry participe à l'un des premiers engagements de la guerre de Sécession le 10 juin 1861 à la bataille de Big Bethel qui se solde par la défaite des troupes de l'Union.

## Membres notables
Parmi les hommes du 5th New York Infantry, on retrouve :
- Henry E. Davies (capitaine), futur major général de l'Union.